# Margaretha Cornelia Dedel
Jonkvrouwe Margaretha Cornelia Dedel (Amsterdam, 29 juni 1806 - Den Haag, 4 april 1879) was een Nederlandse weldoenster en bestuurster. 
Ze was een dochter van Jacob Willem Dedel en Agnes Maria Corver Hooft. Ze werd gedoopt in de Nieuwe Waalse Kerk, als Marguerite Cornelie Dedel. Ze bleef ongehuwd. Dedel kwam uit een familie van politici; zowel haar vader als haar oom Jan Corver Hooft waren lid van de Eerste Kamer. Ze woonde aan het Lange Voorhout 76 in Den Haag. De laatste jaren van haar leven woonde ze aan de Nieuwe Schoolstraat 30.
Als weldoenster droeg Dedel, net als veel welgestelde vrouwen uit die tijd, bij aan liefdadigheid. Zo droeg ze financieel bij aan Asyl Steenbeek, opgericht door Ottho Gerhard Heldring. In 1856 behoorde ze tot de ondertekenaars van het verzoekschrift van Heldring om de statuten van de vereniging Talitha Kumi goed te keuren, die als doel had verwaarloosde en verlaten meisjes op te voeden. Dedel werd presidente van het bestuur van het gesticht Thabita Kumi. In 1860 was zij regentesse.
In 1861 was ze betrokken bij een Haagse inzamelingsactie voor de watersnood. Vanaf 1866 was ze als voorzitter van het Comité der Diaconesseninrichting betrokken bij de oprichting van het Diaconessenhuis in Den Haag, de voorloper van het Bronovo-Ziekenhuis.